# Аквакультура

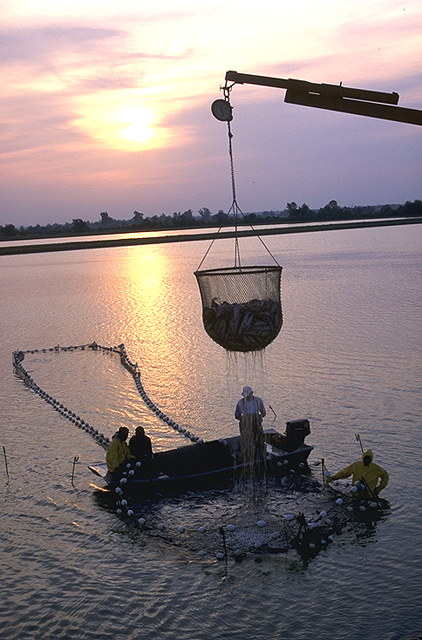
Вилов риби на фермі з вирощування сома в Міссісіпі

Аквакульту́ра — вирощування водних організмів, переважно їстівних. Включає також теоретичні знання і наукові дослідження в цій галузі.
Термін виник у 1970-х роках у зв'язку з початком промислового виробництва за допомогою аквакультури.
Існують різні систем виробництва: на суші — ставки, у морі — спеціальні сітки, насамперед для лосося, тріски та середземноморських видів риби, у океані. Креветок вирощують у ставках.
Згідно з Законом України «Про аквакультуру» від 18 вересня 2012 року, аквакультура (рибництво) — сільськогосподарська діяльність із штучного розведення, утримання та вирощування об'єктів аквакультури у повністю або частково контрольованих умовах для одержання сільськогосподарської продукції (продукції аквакультури) та її реалізації, виробництва кормів, відтворення біоресурсів, ведення селекційно-племінної роботи, інтродукції, переселення, акліматизації та реакліматизації гідробіонтів, поповнення запасів водних біоресурсів, збереження їх біорізноманіття, а також надання рекреаційних послуг.

## Види і напрями аквакультури
За напрямами діяльності аквакультура може здійснюватися з метою:
- отримання товарної продукції аквакультури та її подальшої реалізації (товарна аквакультура);
- штучного розведення (відтворення), вирощування водних біоресурсів;
- надання рекреаційних послуг.

За організаційно-технологічними показниками аквакультура може здійснюватися за інтенсивною, напівінтенсивною та екстенсивною формами.

## Компоненти аквакультури
Основні складові компоненти аквакультури: випасна аквакультура, вирощування гідробіонтів, товарна аквакультура.
Товарна аквакультура — отримання продукції аквакультури з метою реалізації.
Основні напрями товарної аквакультури:
- випасна
- ставкова
- індустріальна

## Екологічні та соціальні наслідки
Будівництво таких ферм руйнує життєве середовище певних видів рослин і тварин. Це має і соціальні наслідки. Наприклад, у країнах Латинської Америки чи Азії, через масове вирощування риби на фермах місцеве населення позбувається доступу до води.
Соціальна роль аквакультури полягає у підготовці морських фермерів. Екологічна роль — створення ферм, які не руйнуватимуть ресурсний потенціал акваторії. Економічний аспект — це обгрунтування організації ферм.

## Національне регулювання
Закони, що регулюють практику аквакультури, сильно відрізняються залежно від країни і часто не регулюються чи легко порушуються.
У Сполучених Штатах наземна та прибережна аквакультура регулюється на федеральних рівнях і рівнях штатів, проте жодні національні закони не регулюють офшорну аквакультуру у водах виключної економічної зони США.